# Colette Lespinasse
Pour les articles homonymes, voir Lespinasse.
Colette Lespinasse née en 1962 à Haïti, journaliste, conférencière, humanitaire, militante des Droits de l'homme et coordinatrice de l'organisation non gouvernementale haïtienne Groupement d'Appui aux Rapatriés et Réfugiés (GARR).

## Combat social et politique
Dans les années 1980, Colette Lespinasse a commencé sa carrière professionnelle dans le domaine social en animant des émissions à caractère social à Radio Soleil, la radio qui animait l’action sociale revendicatrice contre la dictature des Duvalier (père et fils). 
Elle animera également, après la chute de cette dictature, l’émission « Fanm aktif » (Femmes actives en créole haïtien) à Radio Kiskeya.
Elle collabore aux activités de plusieurs institutions à vocation sociale ou politique, telles que « De Protos » (une ONG belge) au « Crad » (Centre de recherche et d’action pour le développement) en passant par le « Gralip » (Groupe de réflexion et d’action pour la liberté de la presse).

## Combat humanitaire et Droits de l'Homme
Colette Lespinasse est la coordinatrice en chef du Groupement d'Appui aux Rapatriés et Réfugiés depuis 1999. Le Garr est une plateforme regroupant des organisations non gouvernementales travaillant sur la problématique de la migration, notamment celle des Haïtiens vivant en République dominicaine.
Colette Lespinasse se bat depuis plus de vingt ans contre une forme moderne d'esclavage et de violence sociale et ethnique que subissent les dizaines de milliers de travailleurs haïtiens émigrés en République dominicaine pour les tâches agricoles dans les champs de canne à sucre, mais également dans la cueillette du café, du cacao et du riz. 
Colette Lespinasse dénonce le viol permanent des Droits de l'homme envers ses compatriotes haïtiens par les autorités dominicaines et par une partie de la population blanche et hispanophone dominicaine qui s'en prennent à ces « Braceros haïtiens ». La population haïtienne vit en République dominicaine dans des conditions misérables, les hommes étant payés un euro par jour et les femmes survivant d'un petit commerce informel. Les familles haïtiennes vivent dans des logements de fortune au sein de pauvres bateys.
Colette Lespinasse dénonce l’hypocrisie des autorités de la République dominicaine qui utilisent cette main d’œuvre bon marché, mais reconduisent régulièrement les « braceros » et leurs familles à la frontière dans des conditions souvent inhumaines provoquant parfois des accidents tragiques ou des séparations familiales dramatiques. Elle coordonne ses actions avec l'avocate haïtienne des Droits de l'Homme Solange Pierre.
Depuis 2004, Colette Lespinasse parcourt le monde pour informer et dénoncer cet esclavagisme des temps moderne. Dès 2004, elle participe à une conférence sur l'avenir d'Haïti, à Montréal au Québec. Elle participe au Forum social mondial à Porto Alegre au Brésil. Elle tient des conférences et anime des expositions dans le cadre du projet « Esclaves au paradis », notamment en Europe avec le soutien de l'organisation Amnesty International.
En 2007 elle commémore le cinquantième anniversaire du massacre de dizaine de milliers de travailleurs haïtiens commis par le dictateur dominicain Trujillo au bord de la rivière du Massacre qui porte ce nom depuis 1937.

## Sources
(décembre 2013).
- Colette Lespinasse : personnalité sociale de l’Année 2007
- Le Forum social mondial 2005 du point de vue des femmes, témoignage de Colette Lespinasse